# Bobigny-Pantin-Raymond Queneau
Bobigny-Pantin-Raymond Queneau è una stazione della linea 5 della metropolitana di Parigi.

## La stazione
La stazione è stata inaugurata nel 1985 e prende il nome da Raymond Queneau (1903-1976) scrittore francese che rese famosa la RATP con il suo libro Zazie dans le métro.

## Interconnessioni
- Bus RATP - 145, 147, 318, 330, 684
- Bus altri - TVF, 54.08
- Noctilien - N45